# Squalus suckleyi
Squalus suckleyi — вид рода колючих акул семейства катрановых акул отряда катранообразных. Обитает в северной части Тихого океана. Встречается на глубине до 110 м. Максимальный зарегистрированный размер — 130 см, по некоторым данным — 160 см. Вероятно, размножается яйцеживорождением. Не является объектом коммерческого промысла.

## Таксономия
Вид назван в честь Джорджа Саклея, поймавшего акулу, которую описал Шарль Фредерик Жирар. Долгое время Squalus suckleyi считалась синонимом пятнистой колючей акулы. Лишь в 2010 году вид был восстановлен на основании морфологических и молекулярных данных. От пятнистой колючей акулы Squalus suckleyi отличается укороченным и широко закруглённым рылом, расположением первого спинного плавника (середина его основания сдвинута вперед относительно начала основания грудных плавников), положением брюшных плавников (их основания сдвинуты ближе ко второму спинному плавнику) и средним количеством позвонков (99).

## Ареал
Squalus suckleyi обитают в северной части Тихого океана у побережья Кореи, Японии, России (Камчатка, Охотское море, Сахалин), в Беринговом море, у Алеутских островов, в восточной части залива Аляска, в водах Британской Колумбии и от юга штата Вашингтон до юга Нижней Калифорнии. Эти акулы встречаются в умеренных водах температурой от 7 до 15 °C на глубине 15—110 м. В зависимости от температурных колебаний они совершают вертикальные и горизонтальные миграции.

## Описание
Максимальный зарегистрированный размер составляет 130 см. Тело стройное и удлинённое, высота туловища составляет 8,3—12,0 % от длины тела. Рыло короткое, закруглённое. Ноздри обрамлены кожными складками, вторичная лопасть отсутствует. Расстояние от кончика рыла до ноздрей в 1,4 раза больше ширины рта. Расстояние от кончика рыла до рта в 2 раза превышает расстояние от кончика рыла до ноздрей и равно 8,6—9,5 % длины тела. Овальные глаза среднего размера вытянуты по горизонтали. Позади глаз имеются брызгальца. У основания спинных плавников расположены шипы. Первый спинной плавник крупнее второго. Грудные плавники не имеют серповидной формы. Хвостовой плавник асимметричный, выемка у края более длинной верхней лопасти отсутствует. Анальный плавник отсутствует. Окраска серо-коричневого цвета, по бокам разбросаны светлые пятнышки.

## Биология
Эти акулы размножаются яйцеживорождением. Беременность длится около 24 месяцев. Продолжительность жизни достигает 40 лет.

## Взаимодействие с человеком
Вид не является объектом целевого рыбного промысла. В качестве прилова может попадаться в коммерческие сети. Мясо употребляют в пищу, но ценится оно невысоко. Международный союз охраны природы ещё не оценил статус сохранности данного вида.